# Kanton Niort-3
Niort-23 is een kanton van het Franse departement Deux-Sèvres. Het kanton maakt deel uit van het arrondissement Niort. Het werd opgericht bij decreet van 18 februari 2014 met uitwerking op 22 maart 2015 en met Niort als hoofdplaats.

## Gemeenten
Het kanton omvat uitsluitend het zuidwestelijk deel van de gemeente Niort